# أميل بوديرا
أميل بوديرا (بالفرنسية: Amel Bouderra) مواليد 26 مارس 1989 في ميلوز، هي لاعبة كرة سلة فرنسية. تلعب في الدوري الفرنسي لكرة السلة للسيدات. يبلغ طولها 5 قدم 4 بوصة (1.6 م). مثلت منتخب بلادها. شاركت في دورة الألعاب الأولمبية الصيفية سنة 2016.

## روابط خارجية
- أميل بوديرا على موقع الاتحاد الدولي لكرة السلة (الإنجليزية)
- أميل بوديرا على موقع كرة السلة الأوروبية.كوم (الإنجليزية)
- أميل بوديرا على موقع بروبوليرز (الإنجليزية)
- أميل بوديرا على موقع سبورتس رفرنس (الإنجليزية)
- أميل بوديرا على موقع اللجنة الأولمبية الدولية (الإنجليزية)
- أميل بوديرا على موقع أوليمبيديا (الإنجليزية)
- أميل بوديرا على موقع اللجنة الأولمبية الفرنسية (مؤرشف) (الفرنسية)